# Адъяман (вилает)
Адъ̀яман (на турски: Adıyaman) е вилает в Южна Турция. Административен център на вилаета е едноименният град Адъяман.
Вилает Адъяман е с население от 677 518 жители (оценка от 2006 г.) и обща площ от 7614 кв. км. Разделен е на 9 общини.

## Население
Численост на населението според преброяванията през годините:
| Година | Численост |
| 1990   | 510 827   |
| 2000   | 623 811   |
| 2011   | 594 163   |